# 1802 na arte

## Nascimentos
| Data | Nome                      | Profissão | Nacionalidade | Observações | Ref |
| ---- | ------------------------- | --------- | ------------- | ----------- | --- |
| ??   | Antoine-Alphonse Montfort | pintor    | França        | m. 1884     |     |

## Mortes
| Data           | Nome             | Profissão | Nacionalidade | Observações | Ref   |
| -------------- | ---------------- | --------- | ------------- | ----------- | ----- |
| 1 de abril     | Joseph Duplessis | pintor    | França        | n. 1725     |       |
| 15 de novembro | George Romney    | pintor    | Reino Unido   | n. 1734     |       |
| 9 de novembro  | Thomas Girtin    | pintor    | Reino Unido   | n. 1775     | [ 1 ] |
| 27 de dezembro | Jens Juel        | pintor    | Dinamarca     | n. 1745     |       |